# 39e division de réserve bavaroise
Pour les articles homonymes, voir 39e division d'infanterie et 39e division.
La 39e division de réserve bavaroise est une unité de l'armée allemande qui participe lors de la Première Guerre mondiale aux principales batailles du front de l'Ouest.

## Première Guerre mondiale

### Composition

#### 1915
- 1re brigade d'infanterie de remplacement royale bavaroise (de)

1er régiment d'infanterie bavarois d'ersatz
3e régiment d'infanterie bavarois d'ersatz
- 52e brigade de landwehr

80e régiment de landwehr
81e régiment de landwehr
- 8e bataillon de jäger
- 1 batterie d'ersatz du 51e régiment d'artillerie de campagne

#### 1916
- 1re brigade d'infanterie bavaroise d'ersatz

1er régiment d'infanterie bavarois d'ersatz
3e régiment d'infanterie bavarois d'ersatz
- 9e brigade d'infanterie bavaroise d'ersatz

5e régiment d'infanterie bavarois d'ersatz
15e régiment de landwehr bavarois
- 1 escadron du 2e régiment de chevau-légers royal bavarois (de)
- artillerie

10e régiment d'artillerie de réserve bavarois
5 batteries d'artillerie de montagne

#### 1917
- 1re brigade d'infanterie bavaroise d'ersatz

1er régiment d'infanterie bavarois d'ersatz
3e régiment d'infanterie bavarois d'ersatz
5e régiment d'infanterie bavarois d'ersatz
- 1 escadron du 2e régiment de chevau-légers bavarois
- 11e commandement divisionnaire d'artillerie bavarois

10e régiment d'artillerie de campagne de réserve bavarois
- 23e bataillon de pionniers

#### 1918
- 1re brigade d'infanterie bavaroise d'ersatz

1er régiment d'infanterie bavarois d'ersatz
3e régiment d'infanterie bavarois d'ersatz
5e régiment d'infanterie bavarois d'ersatz
- 1 escadron du 2e régiment de chevau-légers bavarois
- 11e commandement divisionnaire d'artillerie bavarois

10e régiment d'artillerie de campagne de réserve bavarois
- 23e bataillon de pionniers

## Chefs de corps
| Grade                        | Nom                          | Date                                 |
| ---------------------------- | ---------------------------- | ------------------------------------ |
| Generalleutnant              | Otto Fedor von Gynz-Rekowski | 5 octobre - 2 novembre 1915          |
| Generalleutnant              | Friedrich Gruber             | 1er février - 21 décembre 1916       |
| Generalmajor/Generalleutnant | Karl von Riedl (de)          | 22 décembre 1916 - 29 septembre 1917 |
| Generalmajor                 | Karl von Reck                | 30 septembre 1917 - décembre 1918    |